# Mohnia danielsseni
Mohnia danielsseni is een slakkensoort uit de familie van de Buccinidae. De wetenschappelijke naam van de soort is voor het eerst geldig gepubliceerd in 1879 door Friele.